# Erica platycodon
A  Urze-das-vassouras  conhecida popularmente também como urze-durázia é uma planta da família Ericaceae, espécies endémica da ilha da Madeira, Açores e Canárias com a denominação Erica platycodon Webb & Berthel. e (Rivas Mart. et al. subsp. maderincola (D.C. McClint.) Rivas Mart., Capelo, J. C. Costa, Lousã, Pontinha, R. Jardim & M. Seq.
Apresenta-se como um arbusto, ou pequena árvore com até 4 metros de altura, perenifólio, muito ramoso, de caules com até 20 centímetros ou mais de diâmetro e rebentos glabrescentes.
As folhas desta planta são lineares, de 1 a 1,2 centímetros, verticiladas, sendo as flores de corola largamente campanulada, com 2 a 3 milímetros, rosada, em cachos laterais.
Trata-se de uma subespécie endémica da ilha da Madeira, muito comum nas comunidades de susbtituição das florestas da Laurissilva.
Esta planta apresenta floração entre Abril e Junho.
Ao longo dos tempos e devido à sua madeira extremamente dura, teve diversas utilizações agrícolas mas também em embutidos. É utilizada no fabrico de vassouras, em vedações e como lenha.